# Thlaspi huber-morathii
Thlaspi huber-morathii är en korsblommig växtart som först beskrevs av Friedrich Karl Meyer, och fick sitt nu gällande namn av Werner Rodolfo Greuter och Hervé Maurice Burdet. Thlaspi huber-morathii ingår i släktet skärvfrön, och familjen korsblommiga växter. Inga underarter finns listade i Catalogue of Life.